# Cordillera-azulmiervogel
De cordillera-azulmiervogel (Myrmoderus eowilsoni) is een zangvogel uit de familie Thamnophilidae. Het is een in 2017 in het Nationaal Park Cordillera Azul ontdekte, endemische vogelsoort uit Peru. De wetenschappelijke soortnaam eowilsoni is een eerbetoon aan de Amerikaanse bioloog Edward Osborne Wilson.

## Kenmerken
De vogel lijkt sterk op de roodrugmiervogel (M. ferrugineus) die ook een blauwe oogring heeft, maar verschilt van deze soort door een afwijkende kleur bruin op de kruin en de nek, een grijze in plaats van witte wenkbrauwstreep, een bredere oogring en een egaal donker bruine buik. Daarnaast zijn er verschillen in de geluiden en in het DNA.

## Verspreiding en leefgebied
De vogel werd aangetroffen in de regio San Martín in het Nationaal Park Cordillera Azul in Peru in ongerept, vochtig montaan bos tussen de 1340 en 1670 m boven zeeniveau.

## Status
De grootte van de populatie binnen het nationale park werd in 2017 door Moncrieff, A.E.et al. geschat op 7 tot 27 duizend individuen. Binnen de grenzen van het natuurgebied vrezen de auteurs niet voor habitatverlies, wel in de aangrenzende niet beschermde gebieden. Zij adviseren de status onzeker op de Rode Lijst van de IUCN.